# 宝宁寺 (长沙市)
宝宁寺坐落在中华人民共和国湖南省长沙市岳麓区谷山森林公园，是一座汉传佛教禅宗曹洞宗寺院。

## 沿革
宝宁寺开山祖师是唐朝的谷山藏禅师。
唐朝光化二年（899年），新罗高僧竟让来到唐帝国学习佛教，途径潭州谷山拜见道缘禅师，之后去五台山。唐朝末年高僧保宁仁勇在外云游30年之后来到谷山，发愿建寺，他找楚王马殷化缘，寺院建立后，皇帝敕封“宝宁禅寺”。
明朝永乐时期，朱元璋第十九子谷王朱橞因受到朱棣打压和迫害而出家为僧。
1927年，长沙郊区农民协会在宝宁寺成立，肖劲光、滕代远等经常在此开会。中国抗日战争时期，谷山寺是“长沙八大丛林”之一，湖南佛教慈儿院也在此办公。
1969年秋季，红卫兵将宝宁寺夷为平地，改建林场。
2009年11月22日，岳麓区人民政府主持重建寺院。

## 伽蓝
放生池、山门（天王殿）、钟楼、鼓楼、伽蓝殿、大雄宝殿、禅堂、清规堂、念佛堂、斋堂

### 大雄宝殿
大雄宝殿仿照五台山佛光寺东大殿建造，采用斗拱七铺作，双杪双下昂，木材取自老挝黄花梨木，屋面是铜瓦，共使用防腐合金铜达180余吨。大雄宝殿面宽9间，总长度为47.95米，进深四间，总深度为22米，总高度16.02米，总建筑面积达1510平方米。

## 文学
唐朝诗僧齐己《游宝宁寺》：
|  | 城里寻常见碧棱，水边朝暮送归僧。 数峰云脚垂平地，一径松声彻上层。 寒涧不生浮世物，阴崖犹积去年冰。 此生有底难抛事，时复携筇信步登。 |

清朝末年秀才喻果民题写对联：
|  | 了世间不了之缘，便成上乘； 凡天下非凡之客，始到名山。 |

中华民国时期李淑一之父李肖蚺题写对联：
|  | 谷口应书声，看牧童坐诵，樵子行吟，任他角挂肩挑，英雄偶尔皆千古； 山林成物色，记玉版参时，懒残煨处，当此笋香竽熟，宰相依然领十年。 |

## 毗邻地点
- 潇湘陵园